# Luis García Cortina
José Luis García Cortina, más conocido como Tití, fue un futbolista mexicano. Comenzó su carrera en el Real Club España, posteriormente jugó con el Club Necaxa, e inclusive en el Vélez Sarsfield de Argentina, donde jugó 13 partidos y anotó 7 goles al lado de Luis de la Fuente y Hoyos, siendo jugador de la selección nacional, con la que jugó en los III Juegos Centroamericanos y del Caribe.  
Debutó con el Club América el 30 de marzo de 1941, anotando 2 goles. En 1943 se retiró del fútbol para dedicarse a ser piloto aviador.

## Clubes
- Real Club España
- Club Necaxa
- Vélez Sarsfield
- Club América (1941 - 1943)

- Datos: Q1876421